# Patrick Read Johnson
Patrick Read Johnson (Wadsworth, 7 de mayo de 1962) es un cineasta estadounidense, reconocido por su trabajo en películas como Spaced Invaders, Angus, Baby's Day Out y The Genesis Code. También se desempeñó como productor y guionista de la película Dragonheart, dirigida por Rob Cohen. Su más reciente película fue 5-25-77, estrenada en 2017.

## Filmografía

### Como director
| Año  | Título                  | Notas                           |
| ---- | ----------------------- | ------------------------------- |
| 2017 | 5-25-77                 |                                 |
| 2010 | The Genesis Code        |                                 |
| 2001 | When Good Ghouls Go Bad | Telefilme                       |
| 1995 | Angus                   |                                 |
| 1994 | Baby's Day Out          |                                 |
| 1991 | Dinosaurios             | Serie de televisión, 1 episodio |
| 1990 | Space Invaders          |                                 |